# Linnéa Bäckman
Linnéa Bäckman, född 18 april 1991 i Stockholm, är en svensk ishockeyspelare (back) som spelar i AIK.
Bäckman började spela hockey vid åtta års ålder, efter att Västerhaninge IF delat ut lappar i skolan. Under några år spelade hon sedan med pojkar i Tyresö HK, men bytte till AIK där hon debuterade i damlaget vid 14 års ålder. Med AIK har hon vunnit tre SM-guld och två guld i Europacupen. 
År 2011 blev Bäckman utsedd till Årets hockeytjej. I juryns motivering betonas Linnéas starka karaktär och förmåga att växa med uppgiften:
Linnea Bäckman är i sitt spel och uppträdande på isen ett stort föredöme för sina lagkamrater. Hon har snabbt etablerat sig på hög internationell nivå. Hennes karaktär och unika offervilja är egenskaper som är ovärderliga i lagsammanhang.
År 2009 var Bäckman i Junior-VM där laget vann en bronsmedalj, medan hon på seniornivå har spelat 115 landskamper.

## Meriter
- SM-guld 2007 med AIK
- Guld i Europacupen 2007 med AIK
- Guld i Europacupen 2008 med AIK
- SM-guld 2009 med AIK
- Junior-VM 2009: 3:a
- VM 2011: 5:a
- VM 2012: 5:a
- SM-guld 2013 med AIK
- VM 2013: 7:a
- OS 2014: 4:a
- VM 2015: 5:a, Malmö, Sverige

## Klubbar
- Västerhaninge IF
- Tyresö HK
- AIK, 2005-